# Sokołow
Sokołow (ros., bułg. Соколов) – jedno z najpopularniejszych nazwisk rosyjskich i bułgarskich. Pochodzi od rzeczownika pospolitego сокол (sokół). Forma żeńska Sokołowa.

## Osoby o tym nazwisku
- Aleksandr Sokołow – rosyjski siatkarz
- Andriej Sokołow – rosyjski szachista, obecnie w barwach Francji
- Cwetan Sokołow – siatkarz bułgarski
- Grigorij Sokołow – rosyjski pianista
- Jelena Sokołowa – rosyjska lekkoatletka, skoczkini w dal
- Jelena Sokołowa – rosyjska łyżwiarka figurowa
- Jordan Sokołow – bułgarski prawnik i polityk
- Maksim Sokołow – rosyjski hokeista
- Natalja Sokołowa – rosyjska biathlonistka
- Natalja Sokołowa – rosyjska lekkoatletka
- Oleg Sokołow – rosyjski historyk i zabójca
- Siergiej Sokołow – marszałek Związku Radzieckiego
- Siergiej Sokołow – radziecki lekkoatleta
- Stanisław Sokołow – radziecki reżyser filmów animowanych
- Walentin Sokołow (1927-1982) – poeta i obrońca praw człowieka
- Walerian Sokołow – radziecki bokser, mistrz olimpijski
- Wasilij Sokołow – radziecki generał
- Wasilij Sokołow – radziecki historyk filozofii
- Wasilij Sokołow – radziecki piłkarz i trener
- Wiera Sokołowa – rosyjska lekkoatletka